# Zavod za prestajanje kazni zapora Koper
Zavod za prestajanje kazni zapora Koper je zavod, v katerem obsojenci, priporniki in osebe, zoper katere se izvršuje uklonilni zapor prestajajo svojo kazen. Zavod ima kapaciteto 110 oseb in se nahaja na Ankaranski cesti 3 v Kopru. Pod zavod Koper spada tudi Oddelek Nova Gorica, s kapaciteto 32 oseb.
Trenutni direktor Zavoda Koper je Dušan Valentičič.